# Psárov
Psárov település Csehországban, a Tábori járásban. Psárov Březina, Budislav, Mlýny, Choustník, Hojovice és Bořetín településekkel határos. Lakosainak száma 112 fő (2024. január 1.).

## Népesség
A település lakosságának változását az alábbi diagram mutatja:
| Lakosok száma | 522  | 481  | 432  | 293  | 232  | 163  | 112  | 107  | 106  | 112  |
|               | 1869 | 1890 | 1921 | 1950 | 1980 | 2001 | 2017 | 2019 | 2022 | 2024 |